# Hemisodorcus arrowi
Hemisodorcus arrowi es una especie de coleóptero de la familia Lucanidae.

## Distribución geográfica
Habita en Birmania, Tailandia y Yunnan en (China).